# نوال حموش
نوال حموش (من مواليد 25 أبريل 1997) هي لاعبة كرة طائرة جزائرية. كانت جزءًا من المنتخب الوطني الجزائري للكرة الطائرة.

## روابط خارجية
- الملف الشخصي في FIVB.org